# Diócesis de Azcapotzalco
La diócesis de Azcapotzalco (en latín: Dioecesis Azcapotzalcensis) es una circunscripción eclesiástica de la Iglesia católica en México. Se trata de una diócesis latina, sufragánea de la arquidiócesis de México. Desde el 28 de septiembre de 2019 su obispo es Adolfo Miguel Castaño Fonseca.

## Territorio y organización
La diócesis tiene 81 km² y extiende su jurisdicción sobre los fieles católicos de rito latino residentes en la demarcación territorial de Azcapotzalco y una parte de la de Gustavo A. Madero de la Ciudad de México.
La sede de la diócesis se encuentra en la demarcación territorial de Azcapotzalco en la Ciudad de México, en donde se halla la Catedral de los Santos Apóstoles Felipe y Santiago. Es un inmueble que fue erigido en el siglo XVI por frailes dominicos, bajo la guía de fray Lorenzo de la Asunción, y en una placa en su fachada especifica el año de construcción como 1565. Tiene un estilo barroco y tiene el atrio más grande de la ciudad, que fue testigo de la Guerra de Reforma y de la última batalla de la Independencia en agosto de 1821, evento en que murió Encarnación Ortiz, trigarante, para quien hay un pequeño monumento en su memoria. Destaca en importancia la leyenda que la gente cuenta acerca de la hormiga roja (signo inequívoco de Azcapotzalco) pintada en la torre de su campanario, que cuando logre alcanzar la cima, se acabará el mundo.
En 2020 en la diócesis existían 59 parroquias.
La fiesta patronal de la diócesis de Azcapotzalco se celebra el 22 de agosto, fiesta de María Reina de los Apóstoles, quien fue nombrada patrona de la diócesis.

## Historia
El 28 de septiembre de 2019 el papa Francisco anunció la erección de tres nuevas diócesis cuyo territorio se desmembraría del de la arquidiócesis de México y pasarían a ser sus sufragáneas. Así, el 7 de noviembre fue erigida solemnemente por el nuncio apostólico en México Franco Coppola la diócesis de Azcapotzalco mediante la bula Salus populi. Su primer obispo es Adolfo Miguel Castaño Fonseca, quien anteriormente se desempeñaba como obispo auxiliar en ese territorio de la Ciudad de México. Además contó en su fundación con 10 seminaristas en formación en el Seminario Conciliar de México y 8 seminaristas en el Seminario de Cristo Rey de Texcoco.

## Peregrinación de los naturales de Azcapotzalco
El peregrinaje de los naturales de Azcapotzalco es considerado como la primera expresión colectiva de la devoción del pueblo mexicano y de los indígenas del Anáhuac hacia la Virgen de Guadalupe en México. Con el recorrido de ese día de los pueblos originarios de Azcapotzalco hacia la casa del Tepeyac se cumple el gesto de memoria y tradición de un acontecimiento que ha sobrevivido a través de los siglos. La primera peregrinación de los naturales de Azcapotzalco al Tepeyac fue en 1532, según las crónicas locales, ya que este fue el primer pueblo en venerar a la virgen; es decir, 11 meses después de la noticia de las apariciones a Juan Diego Cuauhtlatoatzin. Desde entonces, cada año Azcapotzalco vive la “Fiesta de los Naturales”, en la que se estimula la participación de los mayordomos de los 28 pueblos para recolectar la ofrenda llevada al altar del santuario mariano. Durante una semana hay celebraciones y se difunde la convocatoria para la tradicional quema de castillos, el domingo siguiente a la procesión. Los fieles chintololos parten siempre de la catedral de Azcapotzalco. Caminan a través de algunos barrios, donde se van agregando más grupos, hasta llegar al atrio guadalupano. Al frente esta siempre una imagen de la virgen morena, con una frase que dice: “Cuida y bendice a tus chintololos”.
La peregrinación culmina con una misa que preside el obispo de la diócesis, en la que ondean los estandartes que identifican a los barrios y pueblos de Azcapotzalco, como los de San Miguel Amantla, San Pedro Xalpa, San Juan Tlihuaca, Santiago Ahuizotla, San Sebastián Mártir, los Reyes, Santa Lucía Tomatlán, Santa Cruz Acayucan, San Francisco Tetecala, Santa María Malinalco, San Lucas Atenco, San Sebastián, Santo Tomás, Santa Catarina, San Andrés, Santa Bárbara, San Martín Xochinahuac, Santa María Maninalco, San Francisco Xocotitla, San Bernabé Apóstol, Coltongo, San Andrés Acahuacaltongo de las Salinas, San Pedro Cahuacatzingo de Las Salinas, Santa Apolonia Tezcolco, San Juan Huacalco, San Marcos Ixquitlán, San Simón y Santo Domingo Huexotitlán.

## Estadísticas
Según el Anuario Pontificio 2021 la diócesis tenía a fines de 2020 un total de 850 000 fieles bautizados.
| Año                                                                             | Población | Población | Población      | Sacerdotes | Sacerdotes | Sacerdotes | Católicos por sacerdote | Diáconos permanentes | Religiosos | Religiosos | Parroquias y cuasiparroquias |
| Año                                                                             | Católicos | Total     | % de católicos | Total      | Diocesanos | Regulares  | Católicos por sacerdote | Diáconos permanentes | Masculinos | Femeninos  | Parroquias y cuasiparroquias |
| ------------------------------------------------------------------------------- | --------- | --------- | -------------- | ---------- | ---------- | ---------- | ----------------------- | -------------------- | ---------- | ---------- | ---------------------------- |
| 2019                                                                            | 850 000   | 1 000     | 85.0           | 99         | 53         | 46         | 8585                    | 12                   | 46         | 300        | 59                           |
| 2020                                                                            | 850 000   | 1 000     | 85.0           | 99         | 53         | 46         | 8585                    | 12                   | 46         | 300        | 59                           |
| Fuente: Catholic-Hierarchy, que a su vez toma los datos del Anuario Pontificio. |           |           |                |            |            |            |                         |                      |            |            |                              |

## Episcopologio
- Adolfo Miguel Castaño Fonseca, desde el 28 de septiembre de 2019